# 埼玉新都市交通2000系電聯車
埼玉新都市交通2000系電聯車（日语：／ Saitama Shintoshikōtsū 2000-kei densha）是埼玉新都市交通伊奈線使用的自動導軌運輸系統（新交通系統）用電聯車，並於2007年5月22日開始投入使用。2000系是為了替代車體逐漸老化的埼玉新都市交通1000系和1050系電聯車而引進的新型列車，並於2007年至2014年間以每年一列的速度導入7個編組共42輛。
本型車的控制裝置採用東洋電機製造所生產的轉換器/逆變器式變頻器。車體以不鏽鋼打造，並將其寬度擴大，以應對尖峰時段的通勤人潮。而車頭與車尾的駕駛室後方皆有設置配備摺疊座椅的輪椅專用空間。